# The X Factor (Verenigd Koninkrijk)
The X Factor is een Brits televisietalentenjachtprogramma, dat in het Verenigd Koninkrijk begon op 4 september 2004.
Het programma telt vijftien seizoenen en wordt sinds 2007 gepresenteerd door Dermot O'Leary.
The X Factor werd de vervanger van het Britse programma Pop Idol, dat erg populair was in het Verenigd Koninkrijk en wordt uitgezonden door ITV (UK) en TV3 (Ierland).
In het programma strijden niet alleen solisten en zanggroepen, maar ook de vier juryleden met elkaar om de winst. Na de auditierondes kregen de juryleden ieder een eigen categorie deelnemers onder hun hoede, die ze naar de finale moesten loodsen.
Het programma begint met de auditieronde, waarna de 'Bootcamp' volgt, waar de overgebleven kandidaten strijden om een plek bij de 'Judges Houses'. De 'Judges Houses' vinden plaats in het buitenland en daar wordt uit de zes overgebleven kandidaten per groep gekozen welke doorgaan naar de liveshow.
De liveshows vinden plaats in The Fountain Studios in Wembley, Londen.
Naast The X Factor volgden meer programma's in het kader van de talentenjacht, waaronder The Xtra Factor, The X Factor and the Battle of the Stars en The X Factor 24/7.

## Seizoenen
 Jongens van 16 t/m 24       Meisjes van 16 t/m 24       25+       Groepen
    
| Seizoen | Periode                             | Winnaar          | Runner-up         | Derde plaats        |
| ------- | ----------------------------------- | ---------------- | ----------------- | ------------------- |
| 1       | 4 september – 11 december 2004      | Steve Brookstein | G4                | Tabby Callaghan     |
| 2       | 20 augustus – 17 december 2005      | Shayne Ward      | Andy Abraham      | Journey South       |
| 3       | 19 augustus – 16 december 2006      | Leona Lewis      | Ray Quinn         | Ben Mills           |
| 4       | 18 augustus 2007 – 15 december 2007 | Leon Jackson     | Rhydian Roberts   | Same Difference     |
| 5       | 16 augustus – 13 december 2008      | Alexandra Burke  | JLS               | Eoghan Quigg        |
| 6       | 22 augustus – 13 december 2009      | Joe McElderry    | Olly Murs         | Stacey Solomon      |
| 7       | 21 augustus – 12 december 2010      | Matt Cardle      | Rebecca Ferguson  | One Direction       |
| 8       | 20 augustus – 11 december 2011      | Little Mix       | Marcus Collins    | Amelia Lily         |
| 9       | 18 augustus 2012 - 9 december 2012  | James Arthur     | Jahméne Douglas   | Christopher Maloney |
| 10      | 31 augustus 2013 - 15 december 2013 | Sam Bailey       | Nicholas McDonald | Luke Friend         |
| 11      | 30 augustus 2014 - 14 december 2014 | Ben Haenow       | Fleur East        | Andrea Faustini     |
| 12      | 29 augustus 2015 - 13 december 2015 | Louisa Johnson   | Reggie 'n' Bollie | Ché Chesterman      |
| 13      | 27 augustus 2016 - 11 december 2016 | Matt Terry       | Saara Aalto       | 5 After Midnight    |
| 14      | 2 september 2017 - 3 december 2017  | Rak-Su           | Grace Davies      | Kevin Davy White    |
| 15      | september 2018 - december 2018      | Dalton Harris    | Scarlett Lee      | Anthony Russell     |

### Presentatie en Jury
| Seizoen | Jaar | Presentatie                | Juryleden    | Juryleden           | Juryleden       | Juryleden          | Gastjurylid                                                                   |
| ------- | ---- | -------------------------- | ------------ | ------------------- | --------------- | ------------------ | ----------------------------------------------------------------------------- |
| 1       | 2004 | Kate Thornton              | Simon Cowell | Sharon Osbourne     | Louis Walsh     |                    |                                                                               |
| 2       | 2005 | Kate Thornton              | Simon Cowell | Sharon Osbourne     | Louis Walsh     |                    |                                                                               |
| 3       | 2006 | Kate Thornton              | Simon Cowell | Sharon Osbourne     | Louis Walsh     | Paula Abdul        |                                                                               |
| 4       | 2007 | Dermot O'Leary             | Simon Cowell | Sharon Osbourne     | Louis Walsh     | Dannii Minogue     | Brian Friedman                                                                |
| 5       | 2008 | Dermot O'Leary             | Simon Cowell | Cheryl Cole         | Louis Walsh     | Dannii Minogue     |                                                                               |
| 6       | 2009 | Dermot O'Leary             | Simon Cowell | Cheryl Cole         | Louis Walsh     | Dannii Minogue     |                                                                               |
| 7       | 2010 | Dermot O'Leary             | Simon Cowell | Cheryl Cole         | Louis Walsh     | Dannii Minogue     | Geri Halliwell, Natalie Imbruglia, Katy Perry, Pixie Lott, Nicole Scherzinger |
| 8       | 2011 | Dermot O'Leary             | Gary Barlow  | Tulisa Contostavlos | Louis Walsh     | Kelly Rowland      | Alexandra Burke                                                               |
| 9       | 2012 | Dermot O'Leary             | Gary Barlow  | Tulisa Contostavlos | Louis Walsh     | Nicole Scherzinger | Rita Ora, Mel B, Anastacia, Leona Lewis, Geri Halliwell                       |
| 10      | 2013 | Dermot O'Leary             | Gary Barlow  | Sharon Osbourne     | Louis Walsh     | Nicole Scherzinger |                                                                               |
| 11      | 2014 | Dermot O'Leary             | Simon Cowell | Cheryl Cole         | Louis Walsh     | Mel B              | Tulisa Contastavlos                                                           |
| 12      | 2015 | Caroline Flack & Olly Murs | Simon Cowell | Cheryl Cole         | Nick Grimshaw   | Rita Ora           |                                                                               |
| 13      | 2016 | Dermot O'Leary             | Simon Cowell | Sharon Osbourne     | Louis Walsh     | Nicole Scherzinger | Mel B                                                                         |
| 14      | 2017 | Dermot O'Leary             | Simon Cowell | Sharon Osbourne     | Louis Walsh     | Nicole Scherzinger | Alesha Dixon                                                                  |
| 15      | 2018 | Dermot O'Leary             | Simon Cowell | Ayda Field          | Robbie Williams | Louis Tomlinson    | Nile Rodgers                                                                  |

† Een vierde jurylid werd toegevoegd in het vierde seizoen.
| Jury                | 2004 | 2005 | 2006 | 2007 | 2008 | 2009 | 2010 | 2011 | 2012 | 2013 | 2014 | 2015 | 2016 | 2017 | 2018 |
| ------------------- | ---- | ---- | ---- | ---- | ---- | ---- | ---- | ---- | ---- | ---- | ---- | ---- | ---- | ---- | ---- |
| Sharon Osbourne     |      |      |      |      |      |      |      |      |      |      |      |      |      |      |      |
| Simon Cowell        |      |      |      |      |      |      |      |      |      |      |      |      |      |      |      |
| Louis Walsh         |      |      |      |      |      |      |      |      |      |      |      |      |      |      |      |
| Dannii Minogue      |      |      |      |      |      |      |      |      |      |      |      |      |      |      |      |
| Cheryl Cole         |      |      |      |      |      |      |      |      |      |      |      |      |      |      |      |
| Kelly Rowland       |      |      |      |      |      |      |      |      |      |      |      |      |      |      |      |
| Tulisa Contostavlos |      |      |      |      |      |      |      |      |      |      |      |      |      |      |      |
| Gary Barlow         |      |      |      |      |      |      |      |      |      |      |      |      |      |      |      |
| Nicole Scherzinger  |      |      |      |      |      |      |      |      |      |      |      |      |      |      |      |
| Mel B               |      |      |      |      |      |      |      |      |      |      |      |      |      |      |      |
| Nick Grimshaw       |      |      |      |      |      |      |      |      |      |      |      |      |      |      |      |
| Rita Ora            |      |      |      |      |      |      |      |      |      |      |      |      |      |      |      |
| Ayda Field          |      |      |      |      |      |      |      |      |      |      |      |      |      |      |      |
| Robbie Williams     |      |      |      |      |      |      |      |      |      |      |      |      |      |      |      |
| Louis Tomlinson     |      |      |      |      |      |      |      |      |      |      |      |      |      |      |      |

Presentatie
- Kate Thornton (1–3)
- Dermot O'Leary (4–11, 13–15)
- Olly Murs (12)
- Caroline Flack (12)

Jury
- Simon Cowell (1–7, 11–15)
- Sharon Osbourne (1–4, 10, 13–14)
- Louis Walsh (1–11, 13–14)
- Dannii Minogue (4–7)
- Cheryl Cole (5–7, 11–12)
- Gary Barlow (8–10)
- Tulisa Contostavlos (8–9)
- Kelly Rowland (8)
- Nicole Scherzinger (9–10, 13–14)
- Mel B (11)
- Nick Grimshaw (12)
- Rita Ora (12)
- Robbie Williams (15)
- Ayda Field (15)
- Louis Tomlinson (15)